# آرون هیل
آرون هیل (انگلیسی: Aaron Hill; ۱۰ فوریهٔ ۱۶۸۵ – ۸ فوریهٔ ۱۷۵۰) یک شاعر و نمایش‌نامه‌نویس اهل بریتانیا بود.